# Lino Léonardi
Lino Léonardi, né le 10 juin 1928 à Borgo Val di Taro (Italie) et mort le 5 octobre 2005 à Cucq, est un compositeur et accordéoniste italien naturalisé français.

## Biographie
Lino Léonardi a notamment mis en musique des poèmes de François Villon,  Pierre Mac Orlan et Louis Aragon, pour sa femme la chanteuse Monique Morelli, et composé des musiques de films, ainsi que celle de la série télévisée Mandrin (1972).

## Musiques de Films
- 1970 : Le Cinéma de papa de Claude Berri
- 1974 : Moi je veux voir la mer de  Christian-Paul Arrighi
- 1980 : Pile ou face de Robert Enrico
- 1980 : Cauchemar de Noël Simsolo
- 1995 : Guy Debord, son art, son temps[3]

## Théâtre
- 1975 : Barbe-bleue et son fils imberbe de Jean-Pierre Bisson, mise en scène de l'auteur, Théâtre de Nice
- 1976 : Barbe-bleue et son fils imberbe de Jean-Pierre Bisson, mise en scène de l'auteur, Théâtre Récamier